# Péter Horváth (szachista)
Péter Horváth (ur. 17 czerwca 1972 w Peczu) – węgierski szachista, arcymistrz od 2006 roku.

## Kariera szachowa
Jedne z pierwszych sukcesów na arenie międzynarodowej odniósł w 1996 r., zwyciężając w Budapeszcie w turnieju Statisztika oraz w memoriale Beli Pappa, jak również dzieląc I m. w otwartym turnieju w Aggteleku. W 2000 r. zwyciężył w Harkanach, Feffernitz i Triesen (wspólnie z Arkadijem Rotsteinem), w 2001 r. w tym mieście podzielił I m. (wspólnie z m.in. Henrikiem Teske), jak również zwyciężył w Latschachu i Seefeld (gdzie wypełnił pierwszą normę na tytuł arcymistrza), natomiast w 2002 r. podzielił I m. w Zalakaros (wspólnie z m.in. Jozsefem Horvathem, Attilą Czebe, Adamem Horvathem i Attilą Groszpeterem) oraz w Budapeszcie (turniej First Saturday FS12 GM, wspólnie z Leonardo Valdésem). W 2003 r. podzielił I m. (wspólnie z Andrasem Flumbortem i Hoàng Thanh Trang) w kolejnym turnieju First Saturday (edycja FS03 GM) w Budapeszcie, a na przełomie 2003 i 2004 r. wypełnił drugą arcymistrzowską normę, podczas drużynowych mistrzostw Węgier. W 2005 r. podzielił I m. w Porto San Giorgio (wspólnie z m.in. Ivanem Farago), natomiast w Benasque wypełnił trzecią normę na tytuł arcymistrza. W 2007 r. podzielił II m. w Lienzu (za Rubenem Felgaerem, wspólnie z Jewgienijem Postnym) i w Zalakaros (za Zoltanem Medvegym, wspólnie z m.in. Albertem Bokrosem i Peterem Prohaszką) oraz podzielił I m. w Sankt Veit an der Glan. W 2009 r. odniósł kolejny sukces, zwyciężając (wspólnie z Laszlo Gondą) w Hévíz.
Najwyższy ranking w karierze osiągnął 1 lipca 2002 r., z wynikiem 2514 punktów zajmował wówczas 15. miejsce wśród węgierskich szachistów.